# مردی که می‌خندد (فیلم ۱۹۲۸)
مردی که می‌خندد (انگلیسی: The Man Who Laughs) فیلمی در ژانر رمانتیک است که در سال ۱۹۲۸ منتشر شد. از بازیگران آن می‌توان به کنراد وایت، ماری فیلبین، استارت هولمز، جرج سیگمن و جوزفین کرول اشاره کرد.

## داستان
وقتی نجیب‌زاده‌ای مغرور از بوسیدن دست «شاه جیمز» مستبد در سال ۱۶۹۰ سر باز می‌زند، پادشاه او را اعدام کرده و صورت پسرش را زخمی می‌کند.

## کنراد وایت منشاء خلق شخصیت جوکر
بعدها در سال ۱۹۴۰ تصویر کنراد وایت در این فیلم منبع الهام‌بخش باب کین برای خلق شخصیت جوکر در مجموعه داستان‌های کمیک بتمن شد.